# Llista de topònims d'Estamariu
Llista de topònims (noms propis de lloc) del municipi d'Estamariu, a l'Alt Urgell
Informació actualitzada per un bot. Els canvis manuals es perdran quan s'actualitzi!

## borda
| imatge | Nom                          | Ubicat a  | instància de | Detalls | coordenades                                                         | Protecció | Commons (més fotos) | Dades a WD                    |
| ------ | ---------------------------- | --------- | ------------ | ------- | ------------------------------------------------------------------- | --------- | ------------------- | ----------------------------- |
|        | Borda Sovei                  | Estamariu | borda        |         | 42° 22′ 10″ N, 1° 30′ 59″ E / 42.3694663717284°N,1.51634157303965°E |           |                     | Modifica les dades a Wikidata |
|        | Cortals Nous                 | Estamariu | borda        |         | 42° 23′ 39″ N, 1° 30′ 37″ E / 42.3941072305012°N,1.51017237958408°E |           |                     | Modifica les dades a Wikidata |
|        | borda d'en Font              | Estamariu | borda        |         | 42° 22′ 10″ N, 1° 31′ 22″ E / 42.3695406313822°N,1.52278875062154°E |           |                     | Modifica les dades a Wikidata |
|        | borda d'en Ribera            | Estamariu | borda        |         | 42° 21′ 27″ N, 1° 31′ 12″ E / 42.3576177181241°N,1.52005673649574°E |           |                     | Modifica les dades a Wikidata |
|        | borda d'en Sovei             | Estamariu | borda        |         | 42° 22′ 18″ N, 1° 31′ 23″ E / 42.3717504549954°N,1.52305273535507°E |           |                     | Modifica les dades a Wikidata |
|        | borda de les Arenes          | Estamariu | borda        |         | 42° 22′ 37″ N, 1° 31′ 11″ E / 42.3768424258395°N,1.51984824038284°E |           |                     | Modifica les dades a Wikidata |
|        | borda de les Colomines       | Estamariu | borda        |         | 42° 22′ 27″ N, 1° 30′ 37″ E / 42.3741879903441°N,1.5102911419217°E  |           |                     | Modifica les dades a Wikidata |
|        | borda del Camader            | Estamariu | borda        |         | 42° 22′ 28″ N, 1° 31′ 31″ E / 42.374435442592°N,1.52524893289694°E  |           |                     | Modifica les dades a Wikidata |
|        | borda del Matalano           | Estamariu | borda        |         | 42° 22′ 11″ N, 1° 31′ 19″ E / 42.3697896693582°N,1.52184775532413°E |           |                     | Modifica les dades a Wikidata |
|        | borda del Perramon           | Estamariu | borda        |         | 42° 22′ 24″ N, 1° 31′ 29″ E / 42.3732840818228°N,1.52465645012995°E |           |                     | Modifica les dades a Wikidata |
|        | borda del Teixidor           | Estamariu | borda        |         | 42° 20′ 43″ N, 1° 31′ 26″ E / 42.3452579081986°N,1.52395236449191°E |           |                     | Modifica les dades a Wikidata |
|        | cortal d'en Bassa            | Estamariu | borda        |         | 42° 23′ 14″ N, 1° 31′ 48″ E / 42.3872030661799°N,1.5299551481525°E  |           |                     | Modifica les dades a Wikidata |
|        | cortal d'en Font             | Estamariu | borda        |         | 42° 23′ 07″ N, 1° 31′ 47″ E / 42.3852354082313°N,1.52961233230844°E |           |                     | Modifica les dades a Wikidata |
|        | cortal d'en Ramonet          | Estamariu | borda        |         | 42° 24′ 03″ N, 1° 30′ 13″ E / 42.4007940826655°N,1.50361064151909°E |           |                     | Modifica les dades a Wikidata |
|        | cortal de Cal Torre          | Estamariu | borda        |         | 42° 21′ 54″ N, 1° 31′ 26″ E / 42.3649806667531°N,1.52395213415994°E |           |                     | Modifica les dades a Wikidata |
|        | cortal de Sirt               | Estamariu | borda        |         | 42° 23′ 05″ N, 1° 31′ 28″ E / 42.3847375609923°N,1.52450972694112°E |           |                     | Modifica les dades a Wikidata |
|        | cortal de l'Escuder          | Estamariu | borda        |         | 42° 23′ 19″ N, 1° 31′ 33″ E / 42.3886887788248°N,1.52572921924299°E |           |                     | Modifica les dades a Wikidata |
|        | cortal de l'Osti de Bescaran | Estamariu | borda        |         | 42° 22′ 47″ N, 1° 32′ 57″ E / 42.3797223733645°N,1.54928526301648°E |           |                     | Modifica les dades a Wikidata |
|        | cortal de la Curna           | Estamariu | borda        |         | 42° 23′ 38″ N, 1° 31′ 04″ E / 42.39375612606°N,1.51782274467931°E   |           |                     | Modifica les dades a Wikidata |
|        | cortal del Mariangue         | Estamariu | borda        |         | 42° 22′ 03″ N, 1° 31′ 06″ E / 42.367383053817°N,1.51820013210385°E  |           |                     | Modifica les dades a Wikidata |
|        | cortal del Marquet           | Estamariu | borda        |         | 42° 22′ 47″ N, 1° 33′ 34″ E / 42.3798153085073°N,1.55951078614682°E |           |                     | Modifica les dades a Wikidata |
|        | cortal del Perramon          | Estamariu | borda        |         | 42° 23′ 21″ N, 1° 31′ 28″ E / 42.3890937940001°N,1.52431049698976°E |           |                     | Modifica les dades a Wikidata |
|        | cortal del Pomer             | Estamariu | borda        |         | 42° 23′ 16″ N, 1° 31′ 47″ E / 42.3877590768339°N,1.52977209489356°E |           |                     | Modifica les dades a Wikidata |
|        | cortal del Rebanat           | Estamariu | borda        |         | 42° 22′ 35″ N, 1° 32′ 55″ E / 42.3764811631647°N,1.54864325527678°E |           |                     | Modifica les dades a Wikidata |
|        | cortal del Teixidor          | Estamariu | borda        |         | 42° 23′ 33″ N, 1° 31′ 44″ E / 42.39243874981°N,1.5287864295961°E    |           |                     | Modifica les dades a Wikidata |
|        | cortal del Torre             | Estamariu | borda        |         | 42° 23′ 33″ N, 1° 31′ 41″ E / 42.3923749310957°N,1.52804849228546°E |           |                     | Modifica les dades a Wikidata |
|        | cortal del Tossal            | Estamariu | borda        |         | 42° 22′ 02″ N, 1° 32′ 25″ E / 42.367153379439°N,1.54030836451927°E  |           |                     | Modifica les dades a Wikidata |
|        | cortal del Traver            | Estamariu | borda        |         | 42° 23′ 29″ N, 1° 31′ 22″ E / 42.3914054038171°N,1.52268910440823°E |           |                     | Modifica les dades a Wikidata |
|        | la Sensada                   | Estamariu | borda        |         | 42° 22′ 31″ N, 1° 30′ 40″ E / 42.3752146406988°N,1.51098348434989°E |           |                     | Modifica les dades a Wikidata |

## cova
| imatge | Nom                  | Ubicat a  | instància de | Detalls | coordenades                                                         | Protecció | Commons (més fotos) | Dades a WD                    |
| ------ | -------------------- | --------- | ------------ | ------- | ------------------------------------------------------------------- | --------- | ------------------- | ----------------------------- |
|        | cova de Forat Llobet | Estamariu | cova         |         | 42° 24′ 41″ N, 1° 30′ 58″ E / 42.4114131616729°N,1.51617954857261°E |           |                     | Modifica les dades a Wikidata |
|        | coves del Riguer     | Estamariu | cova         |         | 42° 21′ 54″ N, 1° 33′ 25″ E / 42.3650325978041°N,1.55703120388692°E |           |                     | Modifica les dades a Wikidata |

## edifici
| imatge | Nom          | Ubicat a  | instància de | Detalls                     | coordenades | Protecció                                  | Commons (més fotos) | Dades a WD                    |
| ------ | ------------ | --------- | ------------ | --------------------------- | ----------- | ------------------------------------------ | ------------------- | ----------------------------- |
|        | Molí d'oli   | Estamariu | edifici      | Estil: arquitectura popular |             | bé integrant del patrimoni cultural català |                     | Modifica les dades a Wikidata |
|        | Molí fariner | Estamariu | edifici      | Estil: arquitectura popular |             | bé integrant del patrimoni cultural català |                     | Modifica les dades a Wikidata |

## església
| imatge | Nom                       | Ubicat a  | instància de     | Detalls                      | coordenades                                                        | Protecció                   | Commons (més fotos)       | Dades a WD                    |
| ------ | ------------------------- | --------- | ---------------- | ---------------------------- | ------------------------------------------------------------------ | --------------------------- | ------------------------- | ----------------------------- |
|        | Sant Andreu de la Quera   | Estamariu | església         | Estil: arquitectura romànica | 42° 21′ 48″ N, 1° 33′ 22″ E / 42.363214°N,1.556224°E               | bé cultural d'interès local |                           | Modifica les dades a Wikidata |
|        | Sant Vicenç d'Estamariu   | Estamariu | església         | Estil: arquitectura romànica | 42° 22′ 32″ N, 1° 31′ 31″ E / 42.37553333°N,1.52538889°E           | bé cultural d'interès local | Sant Vicenç d'Estamariu   | Modifica les dades a Wikidata |
|        | Sant Vicenç de Pinsent    | Estamariu | església capella |                              | 42° 21′ 50″ N, 1° 33′ 23″ E / 42.3637629740256°N,1.5563316371084°E |                             |                           | Modifica les dades a Wikidata |
|        | Santa Cecília d'Estamariu | Estamariu | església         | Estil: arquitectura barroca  | 42° 22′ 24″ N, 1° 31′ 23″ E / 42.373247222222°N,1.5230861111111°E  | bé cultural d'interès local | Santa Cecília d'Estamariu | Modifica les dades a Wikidata |

## font
| imatge | Nom          | Ubicat a  | instància de                       | Detalls | coordenades                                                           | Protecció | Commons (més fotos) | Dades a WD                    |
| ------ | ------------ | --------- | ---------------------------------- | ------- | --------------------------------------------------------------------- | --------- | ------------------- | ----------------------------- |
|        | Pineo        | Estamariu | font marca comercial aigua mineral | 1994    | 42° 21′ 33″ N, 1° 33′ 20″ E / 42.35908333333333°N,1.555611111111111°E |           |                     | Modifica les dades a Wikidata |
|        | font Cerdana | Estamariu | font                               |         | 42° 21′ 35″ N, 1° 32′ 38″ E / 42.3597869994734°N,1.54387895059611°E   |           |                     | Modifica les dades a Wikidata |

## masia
| imatge | Nom             | Ubicat a  | instància de | Detalls | coordenades                                                         | Protecció | Commons (més fotos) | Dades a WD                    |
| ------ | --------------- | --------- | ------------ | ------- | ------------------------------------------------------------------- | --------- | ------------------- | ----------------------------- |
|        | Ca l'Escuder    | Estamariu | masia        |         | 42° 22′ 32″ N, 1° 31′ 37″ E / 42.375509413978°N,1.52682707499495°E  |           |                     | Modifica les dades a Wikidata |
|        | Ca l'Osti       | Estamariu | masia        |         | 42° 22′ 14″ N, 1° 31′ 24″ E / 42.3705024674179°N,1.5233491709086°E  |           |                     | Modifica les dades a Wikidata |
|        | Cal Capblanc    | Estamariu | masia        |         | 42° 21′ 37″ N, 1° 31′ 07″ E / 42.360371539594°N,1.51851064186432°E  |           |                     | Modifica les dades a Wikidata |
|        | Cal Carrer Fosc | Estamariu | masia        |         | 42° 22′ 34″ N, 1° 31′ 28″ E / 42.376144718554°N,1.52440728634004°E  |           |                     | Modifica les dades a Wikidata |
|        | Cal Casanova    | Estamariu | masia        |         | 42° 22′ 30″ N, 1° 31′ 34″ E / 42.3749345711068°N,1.52624536323183°E |           |                     | Modifica les dades a Wikidata |
|        | Cal Collblanc   | Estamariu | masia        |         | 42° 21′ 37″ N, 1° 30′ 54″ E / 42.3602168503282°N,1.51490778451496°E |           |                     | Modifica les dades a Wikidata |
|        | Cal Felipó      | Estamariu | masia        |         | 42° 21′ 45″ N, 1° 30′ 55″ E / 42.3625727838431°N,1.51532588776794°E |           |                     | Modifica les dades a Wikidata |
|        | Cal Marxant     | Estamariu | masia        |         | 42° 21′ 34″ N, 1° 31′ 16″ E / 42.3594136475218°N,1.52104673246868°E |           |                     | Modifica les dades a Wikidata |
|        | Cal Munts       | Estamariu | masia        |         | 42° 22′ 28″ N, 1° 31′ 28″ E / 42.3744512009377°N,1.52437406518791°E |           |                     | Modifica les dades a Wikidata |
|        | Cal Perramon    | Estamariu | masia        |         | 42° 22′ 20″ N, 1° 31′ 18″ E / 42.3722903334251°N,1.52161907182516°E |           |                     | Modifica les dades a Wikidata |
|        | Cal Pomer       | Estamariu | masia        |         | 42° 22′ 26″ N, 1° 31′ 25″ E / 42.373803695858°N,1.52374550462757°E  |           |                     | Modifica les dades a Wikidata |
|        | Cal Ramon       | Estamariu | masia        |         | 42° 21′ 48″ N, 1° 31′ 04″ E / 42.3633874721487°N,1.51773543862416°E |           |                     | Modifica les dades a Wikidata |
|        | Cal Ramonet     | Estamariu | masia        |         | 42° 22′ 17″ N, 1° 31′ 18″ E / 42.3714074054085°N,1.52159120138933°E |           |                     | Modifica les dades a Wikidata |
|        | Cal Teixidor    | Estamariu | masia        |         | 42° 22′ 34″ N, 1° 31′ 27″ E / 42.3761130194156°N,1.52404364444306°E |           |                     | Modifica les dades a Wikidata |
|        | Cal Toni        | Estamariu | masia        |         | 42° 22′ 30″ N, 1° 31′ 29″ E / 42.3751203989016°N,1.52458916853888°E |           |                     | Modifica les dades a Wikidata |
|        | Cal Xenxo       | Estamariu | masia        |         | 42° 22′ 29″ N, 1° 31′ 25″ E / 42.3747935658148°N,1.52368587906623°E |           |                     | Modifica les dades a Wikidata |
|        | Castanyes       | Estamariu | masia        |         | 42° 22′ 45″ N, 1° 30′ 29″ E / 42.3792833874418°N,1.50806929215111°E |           |                     | Modifica les dades a Wikidata |
|        | la Quera        | Estamariu | masia        |         | 42° 21′ 34″ N, 1° 33′ 05″ E / 42.359405792331°N,1.5514145041631°E   |           |                     | Modifica les dades a Wikidata |

## muntanya
| imatge | Nom                | Ubicat a                      | instància de | Detalls | coordenades                                                             | Protecció | Commons (més fotos) | Dades a WD                    |
| ------ | ------------------ | ----------------------------- | ------------ | ------- | ----------------------------------------------------------------------- | --------- | ------------------- | ----------------------------- |
|        | Escuder            | Estamariu                     | muntanya     |         | 42° 22′ 12″ N, 1° 32′ 08″ E / 42.36990833°N,1.53563083°E 1225 msnm      |           |                     | Modifica les dades a Wikidata |
|        | Roc Beneïdor       | Estamariu el Pont de Bar      | muntanya     |         | 42° 22′ 16″ N, 1° 33′ 38″ E / 42.3712181404°N,1.56049672773°E 1681 msnm |           | Roc Beneïdor        | Modifica les dades a Wikidata |
|        | Roc Roi            | Estamariu                     | muntanya     |         | 42° 21′ 44″ N, 1° 32′ 46″ E / 42.36214167°N,1.54604167°E 1072.3 msnm    |           |                     | Modifica les dades a Wikidata |
|        | Roc del Cucut      | Estamariu                     | muntanya     |         | 42° 22′ 38″ N, 1° 32′ 22″ E / 42.37726667°N,1.53942222°E 1150 msnm      |           |                     | Modifica les dades a Wikidata |
|        | Roca Rodona        | Estamariu                     | muntanya     |         | 42° 21′ 53″ N, 1° 32′ 21″ E / 42.3648°N,1.53919°E 1212 msnm             |           |                     | Modifica les dades a Wikidata |
|        | Turó de la Guàrdia | Estamariu les Valls de Valira | muntanya     |         | 42° 24′ 54″ N, 1° 30′ 46″ E / 42.4151°N,1.51279°E 1994.7 msnm           |           |                     | Modifica les dades a Wikidata |

## pont
| imatge | Nom                       | Ubicat a  | instància de | Detalls                                               | coordenades                                          | Protecció                   | Commons (més fotos)       | Dades a WD                    |
| ------ | ------------------------- | --------- | ------------ | ----------------------------------------------------- | ---------------------------------------------------- | --------------------------- | ------------------------- | ----------------------------- |
|        | Pont d'Hoste              | Estamariu | pont         | Estil: arquitectura popular Travessa: riu de Bescaran | 42° 22′ 40″ N, 1° 32′ 11″ E / 42.377747°N,1.536521°E | bé cultural d'interès local |                           | Modifica les dades a Wikidata |
|        | Pont del Molí d'Estamariu | Estamariu | pont         | Estil: arquitectura popular Travessa: riu de Bescaran | 42° 22′ 36″ N, 1° 31′ 58″ E / 42.376742°N,1.532743°E | bé cultural d'interès local | Pont del Molí d'Estamariu | Modifica les dades a Wikidata |

## serra
| imatge | Nom                     | Ubicat a                      | instància de | Detalls | coordenades                                                          | Protecció | Commons (més fotos) | Dades a WD                    |
| ------ | ----------------------- | ----------------------------- | ------------ | ------- | -------------------------------------------------------------------- | --------- | ------------------- | ----------------------------- |
|        | el Far                  | Estamariu                     | serra        |         | 42° 23′ 08″ N, 1° 31′ 06″ E / 42.3855°N,1.51824°E 1375.8 msnm        |           |                     | Modifica les dades a Wikidata |
|        | serra de Banat          | Estamariu les Valls de Valira | serra        |         | 42° 23′ 55″ N, 1° 31′ 44″ E / 42.3986°N,1.52888°E 1678.2 msnm        |           |                     | Modifica les dades a Wikidata |
|        | serra de Peçaborrosa    | Estamariu les Valls de Valira | serra        |         | 42° 23′ 24″ N, 1° 30′ 04″ E / 42.39°N,1.50099°E 1545.8 msnm          |           |                     | Modifica les dades a Wikidata |
|        | serra de les Mandres    | Estamariu                     | serra        |         | 42° 24′ 22″ N, 1° 30′ 48″ E / 42.4062°N,1.51329°E 1994.7 msnm        |           |                     | Modifica les dades a Wikidata |
|        | serra dels Cortals Nous | Estamariu                     | serra        |         | 42° 23′ 15″ N, 1° 30′ 42″ E / 42.38736944°N,1.51173889°E 1519.3 msnm |           |                     | Modifica les dades a Wikidata |

## Misc
| imatge | Nom                           | Ubicat a                      | instància de                                   | Detalls                                      | coordenades                                                                                       | Protecció | Commons (més fotos) | Dades a WD                    |
| ------ | ----------------------------- | ----------------------------- | ---------------------------------------------- | -------------------------------------------- | ------------------------------------------------------------------------------------------------- | --------- | ------------------- | ----------------------------- |
|        | Beneido                       | Estamariu                     | vèrtex geodèsic                                | Alt: 1.14m                                   | 42° 22′ 16″ N, 1° 33′ 38″ E / 42.371191°N,1.560498°E 1681.085 msnm                                |           |                     | Modifica les dades a Wikidata |
|        | Estamariu                     | Estamariu                     | entitat singular de població capital municipal | 133 hab                                      | 42° 22′ 23″ N, 1° 31′ 21″ E / 42.372977°N,1.522517°E 1082 msnm                                    |           |                     | Modifica les dades a Wikidata |
|        | Pla de Lloses                 | Estamariu les Valls de Valira | indret                                         |                                              | 42° 24′ 59″ N, 1° 30′ 48″ E / 42.416388888889°N,1.5133333333333°E                                 |           |                     | Modifica les dades a Wikidata |
|        | Segre                         | Catalunya Pirineus Orientals  | riu curs d'aigua riu aurífer                   | Desemboca: Ebre Llarg: 265km Conca: 22400km² | 42° 24′ 09″ N, 2° 06′ 30″ E / 42.4025°N,2.1084°E 41° 21′ 48″ N, 0° 18′ 16″ E / 41.3633°N,0.3044°E |           | Segre River         | Modifica les dades a Wikidata |
|        | bosc del Tossal               | Estamariu                     | bosc                                           |                                              | 42° 22′ 23″ N, 1° 32′ 53″ E / 42.37319444°N,1.54795556°E                                          |           |                     | Modifica les dades a Wikidata |
|        | casa consistorial d'Estamariu | Estamariu                     | casa consistorial                              |                                              | 42° 22′ 23″ N, 1° 31′ 21″ E / 42.3729206°N,1.5224546°E                                            |           |                     | Modifica les dades a Wikidata |
|        | coll d'Arques                 | Estamariu les Valls de Valira | collada                                        |                                              | 42° 23′ 39″ N, 1° 29′ 52″ E / 42.394215°N,1.497763°E                                              |           |                     | Modifica les dades a Wikidata |
|        | la Cabana del Moro            | Estamariu                     | dolmen                                         |                                              | 42° 22′ 52″ N, 1° 33′ 34″ E / 42.381120415205°N,1.5594182554246°E                                 |           |                     | Modifica les dades a Wikidata |
|        | la Pedrera                    | Estamariu                     | pedrera                                        |                                              | 42° 21′ 59″ N, 1° 32′ 34″ E / 42.3663027333986°N,1.54281763436675°E                               |           |                     | Modifica les dades a Wikidata |